# Petrovice (Nové Město na Moravě)
Petrovice (německy Petrowitz) jsou vesnice, místní část Nového Města na Moravě. Petrovice se nachází v kraji Vysočina 2,5 km od Nového Města na Moravě v nadmořské výšce 606 m n. m. Ves leží na pravém břehu říčky Bobrůvky.

## Historie
Petrovice vznikly na území novoměstského panství s největší pravděpodobností až v 2. polovině 14. století a jejich jméno je odvozeno od osobního jména Petr. Petrovice již trvale u Nového Města zůstaly a sdílely s ním jeho osud.
Nejstarší písemná zpráva o obci pochází z roku 1397. Odhad v roce 1587 uvádí 21 zemědělských usedlostí, šlo tedy na tehdejší poměry o významnou osadu, jejíž obyvatelé měli mimo robotu za povinnost přivážet proutí k výlovu novoměstských panských rybníků. V historii Petrovic je zaznamenána řada sporů mezi novoměstskou vrchností a žďárským klášterem o desátky. Obecní pečeť pochází z roku 1749 – ve znaku je obilný snop mezi dvěma srpy obrácenými ostřím ven a nápisem PE: POCTTIVI OBCE PETROVICE: 1749.

## Pamětihodnosti

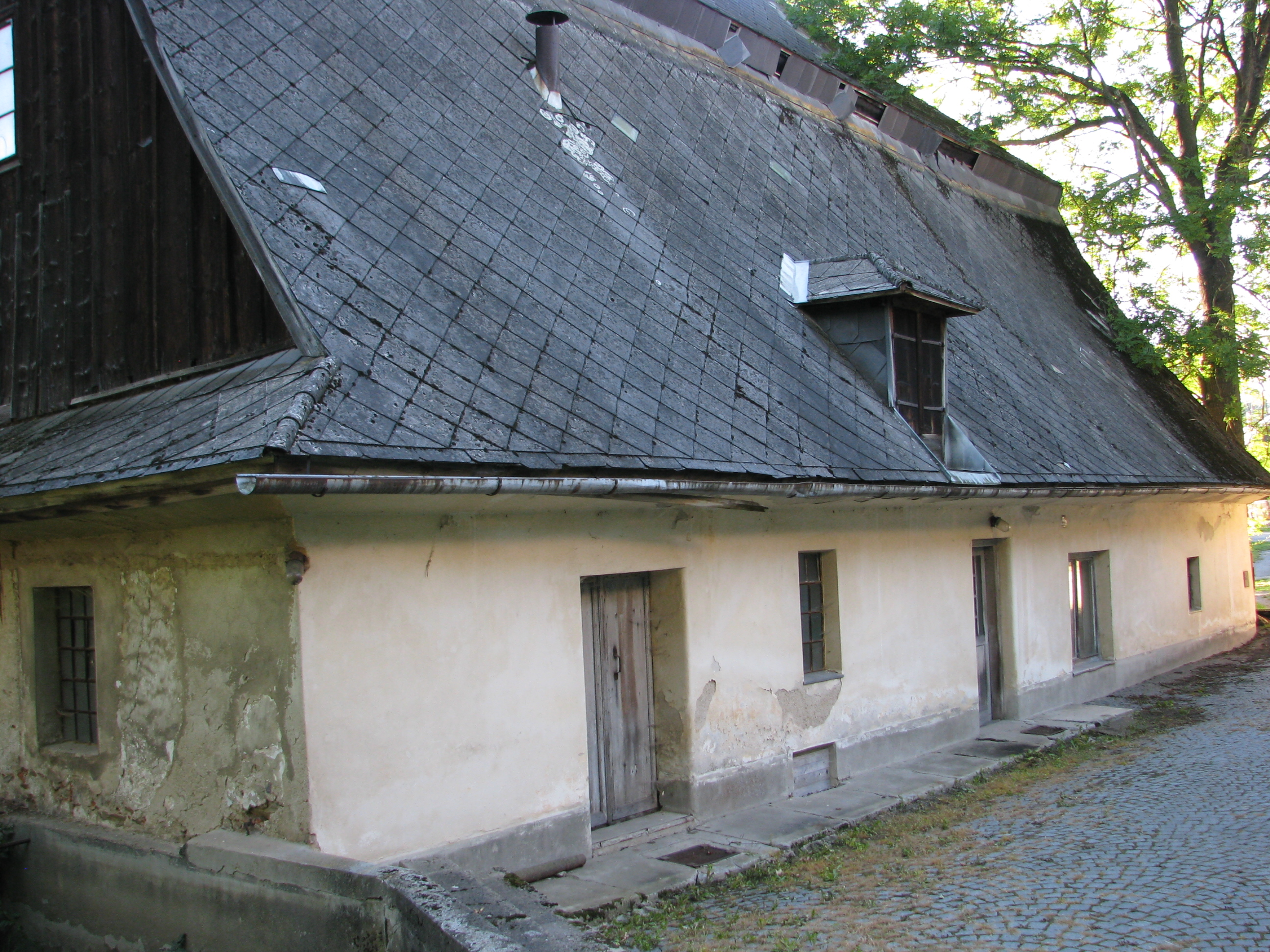
Vodní mlýn

K významným budovám patřila dědičná rychta a vodní mlýn, který je hodnotnou architektonickou a technickou památkou. Ve středu obce je zvonička s letopočtem 1876 a dva obecní rybníky, které slouží jako požární nádrže.

## Obyvatelstvo
| Rok            | 1869 | 1880 | 1890 | 1900 | 1910 | 1921 | 1930 | 1950 | 1961 | 1970 | 1980 | 1991 | 2001 |
| -------------- | ---- | ---- | ---- | ---- | ---- | ---- | ---- | ---- | ---- | ---- | ---- | ---- | ---- |
| Počet obyvatel | 372  | 389  | 387  | 359  | 366  | 390  | 319  | 270  | 264  | 271  | 265  | 215  | 210  |